# Parallelogrammgleichung
Die Parallelogrammgleichung (auch Parallelogrammregel, Parallelogrammgesetz oder Parallelogrammidentität) ist ein mathematischer Satz, der seine Ursprünge in und seinen Namen von der elementaren Geometrie hat, aber in sehr ähnlicher Formulierung auch für komplexe Zahlen und Vektoren in Innenprodukträumen gilt. Er liefert eine Beziehung zwischen den Längen der Seiten und den Längen der Diagonalen eines Parallelogramms.

## Aussage in der Elementargeometrie

Bezeichnungen am Parallelogramm

### Satz
In jedem Parallelogramm ist die Summe der Quadrate der vier Seiten gleich der Summe der Quadrate der beiden Diagonalen. Für ein Parallelogramm mit den Seitenlängen {\displaystyle a,b} und den Diagonalenlängen {\displaystyle e.f} gilt also
{\displaystyle 2\left(a^{2}+b^{2}\right)=e^{2}+f^{2}.}
Ist das Parallelogramm ein Rechteck, so sind die Diagonalen gleich lang und man erhält aus der Parallelogrammgleichung als Spezialfall den Satz des Pythagoras.

### Beweise

#### Mithilfe des Satz des Pythagoras
Der Satz folgt direkt aus dem Satz des Pythagoras. Hierzu erweitern wir die nebenstehende Zeichnung noch um die Höhe {\displaystyle h_{a}} auf der linken Seite bei der Diagonalen {\displaystyle f} mit den Abschnitten {\displaystyle q}. Zweimalige Anwendung des Satzes des Pythagoras ergibt zunächst die beiden Gleichungen
{\displaystyle (a+q)^{2}+h_{a}^{2}=e^{2}}
{\displaystyle (a-q)^{2}+h_{a}^{2}=f^{2}}
Die Summe dieser beiden Gleichungen ergibt {\displaystyle 2(a^{2}+q^{2}+h_{a}^{2})=e^{2}+f^{2}}.
Eine dritte Anwendung des Pythagoras liefert {\displaystyle q^{2}+h_{a}^{2}=b^{2}}, womit der Satz bewiesen ist.

#### Mithilfe des Kosinussatz
Der Kosinussatz wird zweimal angewendet, einmal auf das Dreieck {\displaystyle ABC} und einmal auf das Dreieck {\displaystyle BCD}:
{\displaystyle {\begin{aligned}e^{2}&=a^{2}+b^{2}-2\;ab\cos \beta \\f^{2}&=c^{2}+b^{2}-2\;cb\cos \gamma \end{aligned}}}
Da {\displaystyle ABCD} ein Parallelogramm ist, sind gegenüberliegende Seiten gleich lang und benachbarte Winkel ergeben zusammen {\displaystyle 180^{\circ }}. Also ist {\displaystyle c=a} und {\displaystyle \gamma =180^{\circ }-\beta }. Setzt man dies in die Gleichung für {\displaystyle f^{2}} ein und benutzt die Identität {\displaystyle \cos(180^{\circ }-\alpha )=-\cos \alpha }, so liest sich die zweite Gleichung als 
{\displaystyle f^{2}=a^{2}+b^{2}+2\,ab\cos \beta }
Die Addition der Gleichungen für {\displaystyle e^{2}} und {\displaystyle f^{2}} liefert nun die Parallelogrammgleichung.

Zwei Vektoren und spannen ein Parallelogramm auf

#### Mithilfe von Vektoren
Die Seiten des Parallelogramms werden wie in der Abbildung als Vektoren aufgefasst. Dann gilt {\displaystyle {\vec {e}}\color {black}={\vec {a}}+{\vec {b}}} und {\displaystyle {\vec {f}}={\vec {a}}-{\vec {b}}}. Mit den Rechenregeln für das Skalarprodukt und seiner geometrischen Definition erhält man die Quadrate der Diagonalen als 
{\displaystyle {\begin{aligned}e^{2}&={\vec {e}}\cdot {\vec {e}}=({\vec {a}}+{\vec {b}})\cdot ({\vec {a}}+{\vec {b}})=a^{2}+2\,{\vec {a}}\cdot {\vec {b}}+b^{2}\\f^{2}&={\vec {f}}\cdot {\vec {f}}=({\vec {a}}-{\vec {b}})\cdot ({\vec {a}}-{\vec {b}})=a^{2}-2\,{\vec {a}}\cdot {\vec {b}}+b^{2}\end{aligned}}}
Die Addition von {\displaystyle e^{2}} und {\displaystyle f^{2}} liefert schließlich 
{\displaystyle e^{2}+f^{2}=2a^{2}+2b^{2}=2\left(a^{2}+b^{2}\right)}.

### Verallgemeinerung und Umkehrung
Für ein beliebiges ebenes Viereck gilt mit den angegebenen Bezeichnungen:
{\displaystyle a^{2}+b^{2}+c^{2}+d^{2}=e^{2}+f^{2}+4x^{2},}
wobei {\displaystyle x} den Abstand der Mittelpunkte der beiden Diagonalen bezeichnet.
Ist das Viereck ein Parallelogramm, so stimmen die beiden Diagonalenmittelpunkte überein. Somit ist {\displaystyle x=0} und es ergibt sich die Parallelogrammgleichung als Spezialfall.
Umgekehrt folgt:
Gilt die Parallelogrammgleichung, so ist {\displaystyle x=0}. Die beiden Diagonalen halbieren sich also gegenseitig, das Viereck ist ein Parallelogramm.

## Aussage für komplexe Zahlen

### Satz
Für zwei komplexe Zahlen {\displaystyle z,w} gilt
{\displaystyle 2\left(|z|^{2}+|w|^{2}\right)=|z+w|^{2}+|z-w|^{2}.}

### Beweis
Die Gültigkeit des Satzes ist offensichtlich, wenn man die Zahlen in der Gauß’schen Zahlenebene interpretiert, in der {\displaystyle z} und {\displaystyle w} dann ein Parallelogramm mit den Diagonalen {\displaystyle z+w} und {\displaystyle z-w} aufspannen. Er lässt sich aber auch direkt rechnerisch herleiten.
Unter Benutzung von {\displaystyle \left|z\right|^{2}=z{\overline {z}}} für jede komplexe Zahl {\displaystyle z} gilt:
{\displaystyle {\begin{aligned}\left|z+w\right|^{2}+\left|z-w\right|^{2}&=(z+w){\overline {(z+w)}}+(z-w){\overline {(z-w)}}\\&=(z+w)({\overline {z}}+{\overline {w}})+(z-w)({\overline {z}}-{\overline {w}})\\&=(z{\overline {z}}+w{\overline {z}}+z{\overline {w}}+w{\overline {w}})+(z{\overline {z}}-w{\overline {z}}-z{\overline {w}}+w{\overline {w}})\\&=2z{\overline {z}}+2w{\overline {w}}\\&=2\left|z\right|^{2}+2\left|w\right|^{2}\\\end{aligned}}}

## Aussage für Vektorräume
Die Betrachtung in Prähilberträumen stellt die am meisten abstrahierte Betrachtung dar.
Selbstverständlich lassen sich die Aussagen der beiden vorhergehenden Abschnitte mit dem nun folgenden Satz beweisen (zum einen mit den Mitteln der analytischen Geometrie, zum anderen durch die Zurückführung von {\displaystyle \mathbb {C} } auf einen zweidimensionalen {\displaystyle \mathbb {R} }-Vektorraum unter Definition einer Multiplikation und einer Norm), dennoch sind die jeweiligen Beweise mit den je zur Verfügung stehenden Mitteln sicher nicht überflüssig.

### Satz
In Vektorräumen mit Skalarprodukt (oder in Vektorräumen mit zumindest einem positiv semidefiniten inneren Produkt) gilt:
{\displaystyle \|x+y\|^{2}+\|x-y\|^{2}=2(\|x\|^{2}+\|y\|^{2})}
wobei {\displaystyle \|x\|={\sqrt {\langle x,x\rangle }}} die durch das Skalarprodukt (positiv semidefinite innere Produkt) induzierte Norm (Halbnorm) ist.

### Beweis
Zum Beweis benötigt man nur die Tatsache, dass ein Innenprodukt eines jeden Innenproduktraums bezüglich der Addition für beide Argumente linear ist (siehe Definition des Innenprodukts und Sesquilinearform). Dann erhält man:
{\displaystyle {\begin{aligned}\|x+y\|^{2}+\|x-y\|^{2}&=\langle x+y,x+y\rangle +\langle x-y,x-y\rangle \\&=\langle x,x+y\rangle +\langle y,x+y\rangle \ +\ \langle x,x-y\rangle -\langle y,x-y\rangle \\&=\langle x,x\rangle +\langle x,y\rangle +\langle y,x\rangle +\langle y,y\rangle \ +\ \langle x,x\rangle -\langle x,y\rangle -\langle y,x\rangle +\langle y,y\rangle \\&=2\langle x,x\rangle +2\langle y,y\rangle \\&=2(\|x\|^{2}+\|y\|^{2})\end{aligned}}}

### Umkehrung
Die Parallelogrammgleichung gilt nicht in normierten Vektorräumen, deren Norm nicht durch ein Skalarprodukt definiert wird. Es gilt nämlich der Satz von Jordan-von Neumann (nach Pascual Jordan und John von Neumann): Gilt in einem normierten Vektorraum {\displaystyle (V,\|{\cdot }\|)} die Parallelogrammgleichung, so gibt es ein Skalarprodukt {\displaystyle \langle {\cdot },{\cdot }\rangle }, das die Norm erzeugt, das heißt, für alle {\displaystyle x\in V} gilt
{\displaystyle \|x\|={\sqrt {\langle x,x\rangle }}.}
Dieses Skalarprodukt kann durch eine Polarisationsformel definiert werden, im reellen Fall zum Beispiel durch
{\displaystyle \langle x,y\rangle ={\frac {1}{4}}\left({\|x+y\|^{2}-\|x-y\|^{2}}\right)}
und im komplexen Fall durch
{\displaystyle \langle x,y\rangle ={\frac {1}{4}}\left(\|x+y\|^{2}-\|x-y\|^{2}\right)+{\frac {i}{4}}\left(\|x+iy\|^{2}-\|x-iy\|^{2}\right).}